# روان‌درمانی (مجموعه تلویزیونی)
روان‌درمانی (انگلیسی: Shrinking) یک مجموعه تلویزیونی کمدی-درام آمریکایی است که توسط بیل لارنس، جیسون سیگل و برت گلدشتاین ساخته شده است. در این مجموعه سیگل نقش یک درمان‌گر سوگوار را بازی می‌کند که تصمیم می‌گیرد به‌طور مؤثری در زندگی بیمارانش نقش داشته باشد. هریسون فورد، جسیکا ویلیامز، کریستا میلر، مایکل آوری، لوک تنی، لوکیتا مکسول، و تد مک‌گینلی نیز در این مجموعه ایفای نقش می‌کنند.
روان‌درمانی در ۲۷ ژانویهٔ ۲۰۲۳ در اپل تی‌وی پلاس نمایش داده شد. این مجموعه نقدهای مثبتی از سوی منتقدان دریافت کرد. روان‌درمانی در مارس ۲۰۲۳ برای فصل دوم تمدید شد. فصل دوم در تاریخ ۱۶ اکتبر ۲۰۲۴ پخش شد. این مجموعه یک روز بعد برای فصل سوم تمدید شد. فصل نخست نامزد جایزه امی ساعات پربیننده برای بهترین بازیگر نقش اول مرد در مجموعه تلویزیونی کمدی برای سیگل و بهترین بازیگر نقش مکمل زن در مجموعه تلویزیونی کمدی برای ویلیامز شد.

## زمینهٔ داستانی
یک درمان‌گر به نام جیمی لیرد که با غم و اندوه شدید دست و پنجه نرم می‌کند، با گفتن آنچه که واقعاً فکر می‌کند، برای بیمارانش شروع به شکستن موانع اخلاقی می‌کند و در نتیجه تغییرات عظیمی در زندگی او و بیمارانش ایجاد می‌شود.

## بازیگران

### اصلی
- جیسون سیگل در نقش جیمی لیرد، درمانگری که از مرگ همسرش غمگین است
- جسیکا ویلیامز در نقش گبی، همکار درمانگر که با جیمی در مرکز درمان‌شناختی رفتاری کار می‌کند.
- لوک تنی در نقش شان، بیماری که از مشکلات مدیریت خشم رنج می‌برد و با جیمی جلساتی دارد
- مایکل آوری در نقش برایان، بهترین دوست جیمی که وکیل است
- لوکیتا ماکسول در نقش آلیس، دختر نوجوان جیمی که رابطه تیره‌ای با او دارد.
- کریستا میلر در نقش لیز، همسایه جیمی که در مراقبت از آلیس نیز کمک می‌کند
- هریسون فورد در نقش دکتر پل رودز، درمانگر ارشد و همکار جیمی در مرکز درمان‌شناختی رفتاری که به بیماری پارکینسون مبتلا است.

### تکرارکننده
- تد مک‌گینلی در نقش درک، شوهر لیز
- هایدی گاردنر در نقش گریس، یکی از بیماران جیمی
- لیلان باودن در نقش تیا، همسر جیمی و مادر آلیس که در یک تصادف رانندگی درگذشت.
- کیمبرلی کاندیکت در نقش والی، یکی از بیماران جیمی که دارای اختلال وسواس فکری-اجباری است
- دوین کاوائوکا در نقش چارلی، نامزد برایان
- ریچل استابینگتون در نقش سامر، بهترین دوست آلیس در مدرسه
- لی‌لی ریب در نقش مگ، دختر پل
- وندی مالیک در نقش دکتر جولی بارام، متخصص مغز و اعصاب معالج بیماری پارکینسون پل که در نهایت با او عاشقانه شروع می‌شود.
- تیلکی جونز در نقش دانی، دوست پسر بدرفتار گریس

### مهمان
- آصف علی در نقش آلن، یکی از بیماران جیمی
- میریام فلین در نقش پم، همسایه به شدت منفور جیمی و لیز
- گاوین لوئیس در نقش کانر، پسر همسایگان لیز و درک، و دوست آلیس
- نیل فلین در نقش ریموند، یکی از بیماران پل
- برایان هاو در نقش کیپ، پدر برایان

## تولید
در اکتبر ۲۰۲۱ اعلام شد که اپل تی‌وی پلاس یک فصل ده قسمتی برای این سریال سفارش داده است که در آن جیسون سیگل حضور خواهد داشت. او در کنار برت گلدشتاین و بیل لارنس در ساخت آن نقش داشته است.
در آوریل ۲۰۲۲، هریسون فورد، جسیکا ویلیامز، کریستا میلر، مایکل آوری، لوک تنی و لوکیتا ماکسول به بازیگران پیوستند و جیمز پونسولدت نیز به عنوان کارگردان و تهیه‌کننده اجرایی به تیم تولید ملحق شد. همان‌طور که در مصاحبه ای در سال ۲۰۲۳ با جیمز هیبرد از هالیوود ریپورتر اعلام شد، فورد پیشنهاد بازی در نقش دکتر پل رودز را پذیرفت، علیرغم اینکه سال‌ها پیش در سال ۲۰۰۲ اشاره کرد که او تنها یک بار در سال کار می‌کند و به استناد دنیاگیری کووید-۱۹ و تعهداتش به نقش اصلی فیلم به تاخیرافتادهٔ ایندیانا جونز و گردانه سرنوشت یکی از دلایلی بود که او کار زیادی را آنطور که می‌خواست انجام نداده بود و قصد داشت چیزهای جدیدی را امتحان کند. فورد همانند نقش خود در مجموعهٔ ۱۹۲۳، با وجود نداشتن فیلمنامه در آن زمان، این نقش را پذیرفت و اعتماد داشت که سیگل، گلدشتاین، لارنس و برایان گالیوان فیلمنامه خوبی را به او تحویل خواهند داد.
تولید در آوریل ۲۰۲۲ آغاز شد. این سریال در ۲۷ ژانویه ۲۰۲۳ منتشر شد که دو قسمت اول آن با هم و بقیه به صورت هفتگی منتشر شدند. در مجموع فصل اول ده قسمت داشت.
ترانهٔ اصلی مجموعه تحت عنوان «ماهی‌های ترسناک» توسط بن گیبارد و تام هاو نوشته شده است.
در مارس ۲۰۲۳، اپل تی‌وی‌پلاس این مجموعه را برای فصل دوم تمدید کرد. در ۱۷ اکتبر ۲۰۲۴، اپل تی‌وی‌پلاس این مجموعه را برای فصل سوم تمدید کرد.

## بازخورد
وبگاه جمع‌آوری نقد و بررسی راتن تومیتوز، بر اساس ۹۳ نقد، امتیاز ۹۱٪ با میانگین نمرهٔ ۷٫۶۵/۱۰ را به فصل نخست این مجموعه داد. اجماع منتقدان این وبگاه می‌گوید: «روان‌درمانی ایده‌های تیره‌تری نسبت به رویکرد جدی‌تر آن در ذهن دارد، اما بازی درخشان جیسون سیگل و هریسون فورد باعث می‌شود این شخصیت‌ها ارزش تحلیل دقیق داشته باشند». متاکریتیک، که از میانگین وزنی استفاده می‌کند، بر اساس نظر ۳۴ منتقد، امتیاز ۶۸ از ۱۰۰ را به این مجموعه داده است که نشان‌دهنده «بررسی‌های عموماً مطلوب» است.